# Morgan Kane
Morgan Kane, också känd som El Gringo och Killer Kane, är huvudperson i en serie västernböcker med samma namn av den norske författaren Kjell Hallbing (1934-2004) under pseudonymen Louis Masterson. Den omfattar 83 titlar varav 75 släpptes i Sverige. Morgan Kane själv, revolverman och antihjälte, var först prisjägare och fredlös, men blev senare rekryterad av Texas Rangers, för att till slut bli en av U.S. Marshals. 